# Agobardus keyserlingi
Agobardus keyserlingi là một loài nhện trong họ Salticidae.
Loài này thuộc chi Agobardus. Agobardus keyserlingi được Elizabeth Bangs Bryant miêu tả năm 1940.